# Synagogi w Lublinie
Przed II wojną światową w Lublinie znajdowało się ponad 100 synagog i domów modlitwy. Większość z nich znajdowała się w kamienicach i oficynach, a tylko nieliczne znajdowały się w osobnych budynkach specjalnie do tego dostosowanych.
Po zakończeniu wojny regularne nabożeństwa odbywały się wyłącznie w synagodze Chewra Nosim. Zawieszono je w 1984 roku z powodu wielkich trudności z zebraniem minjanu. Od tego czasu nabożeństwa w niej odbywają się wyłącznie od czasu do czasu, szczególnie podczas specjalnych uroczystości.
22 stycznia 2006 roku w małym, parterowym pomieszczeniu Jeszywas Chachmej Lublin otwarto tymczasową synagogę, która służyła nielicznej wówczas społeczności żydowskiej z Lublina. Dnia 11 lutego 2007 została oficjalnie oddana do użytku, częściowo zrekonstruowana, właściwa synagoga w Jeszywas Chachmej Lublin. Uroczystość otwarcia była pierwszym tego typu wydarzeniem w powojennej Polsce.
Obecnie w mieście funkcjonuje również bożnica na nowym cmentarzu żydowskim, która używana jest sporadycznie, głównie przez żydowskich turystów z Izraela. 

## Lista synagog z podziałem na ulice

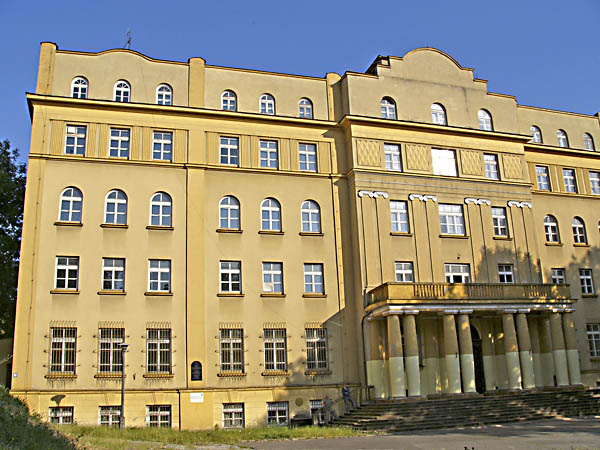
Jeszywas Chachmej Lublin

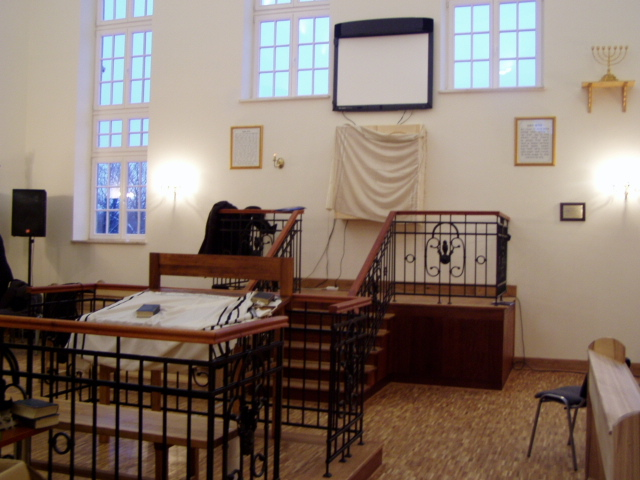
Wnętrze synagogi w Jeszywas Chachmej Lublin

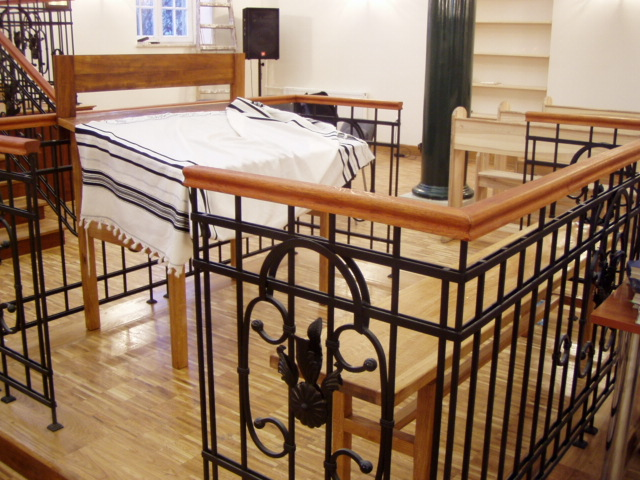
Bima w synagodze w Jeszywas Chachmej Lublin

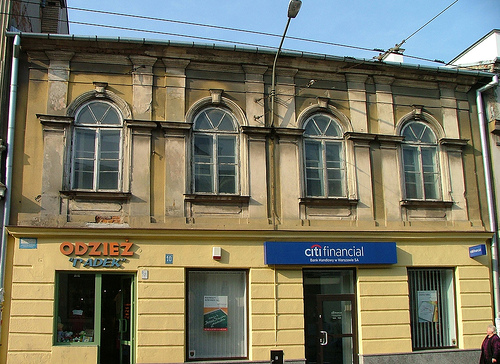
Synagoga Chewra Nosim

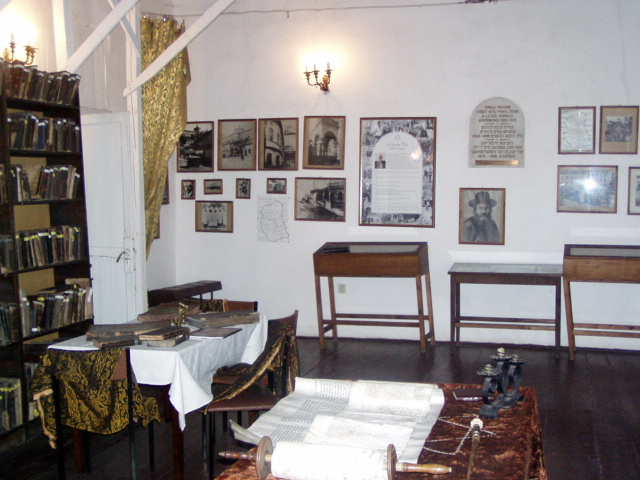
Wnętrze synagogi Chewra Nosim

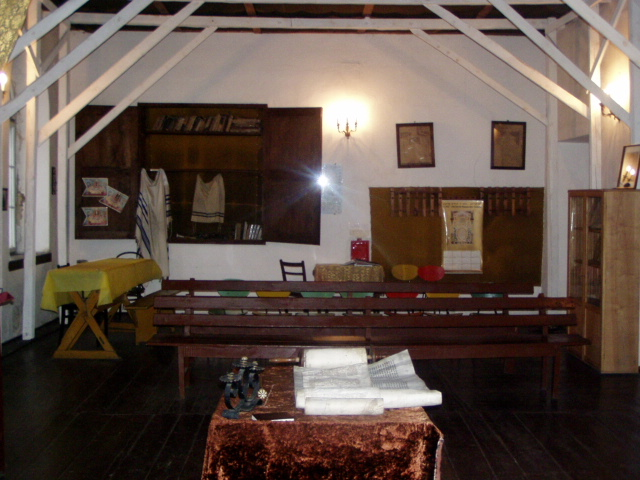
Wnętrze synagogi Chewra Nosim

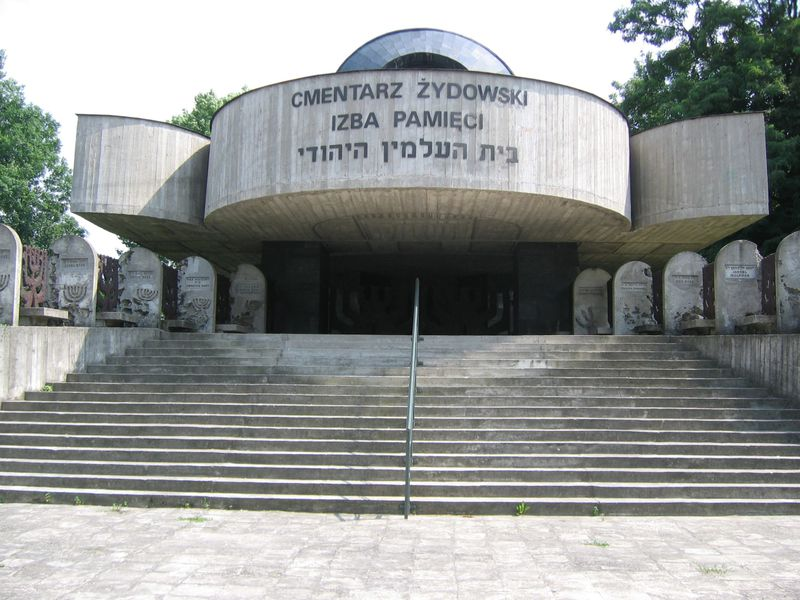
Izba Pamięci i synagoga na nowym cmentarzu żydowskim

## Indeks

### B
Ulica Bychawska
- Dom modlitwy Żydowskiej Kasy Bezprocentowej w Lublinie – bożnica założona w 1910 roku, przy ulicy Bychawskiej 25, której właścicielem była Żydowska Kasa Bezprocentowa.

### G
Ulica Grodzka
- Dom modlitwy Chaima Wajnbergera – prywatny dom modlitwy w Lublinie, przy ulicy Grodzkiej 28, którego właścicielem był Chaim Wajnberger.
- Dom modlitwy Lejba Klajnmana – prywatny dom modlitwy założony w 1872 roku, przy ulicy Grodzkiej 36, którego właścicielem był Lejb Klajnman
- Dom modlitwy Naftaliego Finkelsztajna – prywatny dom modlitwy w Lublinie założony w 1887 roku, przy ulicy Grodzkiej 16, którego właścicielem był Naftali Finkelsztajn
- Dom modlitwy Nusyna Rajchensztajna – prywatny dom modlitwy w Lublinie, przy ulicy Grodzkiej 24, którego właścicielem był Nusyn Rajchensztajn

### J
Ulica Jateczna
- Synagoga Maharszala w Lublinie
- Synagoga Maharama w Lublinie
- Synagoga Szywe Kryjem w Lublinie
- Klojz chasydów ze Skierniewic – klojz chasydów ze Skierniewic, przy rogu ulic Jatecznej i Mostowej, którego właścicielem był Ela Szarfharc.

- Dom modlitwy Kahalna w Lublinie
- Dom modlitwy Przekupniów w Lublinie – dom modlitwy w Lublinie, założony przed 1914 rokiem, przy ulicy Jatecznej 7, której właścicielem był Wolf Szajner. Bożnica znajdowała się w budynku Talmud-Tory.
- bożnica Rzeźników w Lublinie – bożnica cechu rzeźniczego w Lublinie, założona w pierwszej połowie XIX wieku, przy ulicy Jatecznej. Jej właścicielem był Moszek Blat. Początkowo mieściła się w mieszkaniu Morgenszterna. Na początku XX wieku została przeniesiona do nowego budynku przy ulicy Ruskiej 6

### K
Ulica Kapucyńska
- Dom modlitwy Luzora Roszgolda – prywatny dom modlitwy założony w 1872, przy ulicy Kapucyńskiej 5, którego właścicielem był Luzor Roszgold. Bożnica mieściła się w oficynie wybudowanej na podwórzu kamienicy

Ulica Kowalska
- Dom modlitwy Chowewej Cion (Miłośnicy Syjonu) – prywatny dom modlitwy założony w 1882 roku, mieszczący się w małej oficynie przy ulicy Kowalskiej 14, którego właścicielem był dr Jakub Cynberg. Do bożnicy uczęszczali lubelscy zwolennicy syjonizmu.
- Dom modlitwy Fajgi Flichtenrajcha – dom modlitwy przy ulicy Kowalskiej 13, którego właścicielem był Fajga Flichtenrajch
- Dom modlitwy Finkelsztajna – dom modlitwy założony w 1872 roku, przy ulicy Kowalskiej 4, którego właścicielem był S. Finkelsztajn

Ulica Kunickiego
- Synagoga na Piaskach

### L
Ulica Lubartowska
- Klojz chasydów z Białej (Biala) założony przed 1914 rokiem, przy ulicy Lubartowskiej 30, którego właścicielami byli Abram i Szyja Rabinowiczowie;
- Klojz chasydów bracławskich założony przed 1914 rokiem, przy ulicy Lubartowskiej 34, którego właścicielem był Chaskiel Lewin;
- Klojz chasydów z Kozienic założony w 1908 roku, przy ulicy Lubartowskiej 22, którego właścicielem był Chaskiel Szyffer;
- Klojz chasydów z Parczewa założony w 1890 roku, przy ulicy Lubartowskiej 13, którego właścicielem był Hersz Fogelgarn;
- Klojz chasydów z Radzynia założony w 1914 roku, przy ulicy Lubartowskiej 18, którego właścicielem był Izrael Godlman;
- Klojz chasydów z Turzyska założony w 1900 roku, przy ulicy Lubartowskiej 29 oraz rogu ulicy Wysokiej 4, którego właścicielem był Berek Rat;
- Synagoga Chewra Nosim w Lublinie;
- Dom modlitwy Kelmana Betmana – prywatny dom modlitwy założony w 1911 roku, przy ulicy Lubartowskiej 40, którego właścicielem był Kelman Betman;
- Dom modlitwy Majera Gawerca – prywatny dom modlitwy założony w 1910 roku, przy ulicy Lubartowskiej 10, którego właścicielem był Majer Gawerc
- Dom modlitwy Towarzystwa Linas haCedek – prywatny dom modlitwy, w którym modlili się członkowie Towarzystwa „Linas haCedek”, założony w 1908 roku. Znajdował się przy ulicy Lubartowskiej 16, a jego właścicielem był Michel Regenbogen;
- Synagoga w Jeszywas Chachmej Lublin
- Mała Synagoga w Jeszywas Chachmej Lublin
- Bożnica w Szpitalu Żydowskim przy ulicy Lubartowskiej 81 zbudowana w 1886 roku, wraz z budynkiem szpitala. Była przeznaczona głównie dla personelu i pacjentów szpitala oraz okolicznych mieszkańców;

### N
Ulica Nadstawna
- Dom modlitwy chasydów z Bełza znajdujący się przy ulicy Nadstawnej 20 założony w połowie XIX wieku, z inicjatywy Szmula Zalcmana, członka grupy chasydzkiej z Bełza;
- Dom modlitwy chasydów z Góry Kalwarii znajdujący się przy ulicy Nadstawnej 20. Był jedną z dwóch gerskich domów modlitwy w mieście. Założony w 1870 roku, z inicjatywy Chaima Zajfsztajna, członka grupy chasydzkiej z Góry Kalwarii
- Dom modlitwy chasydów z Husiatyna znajdujący się przy ulicy Nadstawnej 19, założony w 1890 roku, z inicjatywy Mordki Fulfa, członka grupy chasydzkiej z Husiatyna;
- Dom modlitwy chasydów z Kazimierza Dolnego znajdujący się przy ulicy Nadstawnej 10, założony w 1917, z inicjatywy Pinchasa Tobenblata, członka grupy chasydzkiej z Kazimierza Dolnego;
- Cechowy dom modlitwy Tragarzy znajdujący się przy ulicy Nadstawnej 20, założony w 1914 roku, z inicjatywy Mojżesza Klara, członka cechu tragarskiego.

### P
Ulica Podzamcze
- Synagoga Saula Wahla w Lublinie

### R
Ulica Ruska
- Bożnica cechu piekarskiego w Lublinie, przy ulicy Ruskiej 34, której właścicielem był Ela Rozenryb
- Dom modlitwy Bikur Cholim (z hebr. Pielęgnowania Chorych), który znajdował się przy ulicy Ruskiej 19, założona w 1887 roku. W 1905 roku kupiło go Towarzystwo Dobroczynne Bikur Cholim, a w 1907 przekazano lubelskie gminie żydowskiej. W okresie międzywojennym działało przy niej ambulatorium dla ubogich chorych, w którym mogli skorzystać z darmowej porady lekarskiej[1];
- Bożnica cechu tragarskiego przy ulicy Ruskiej 29, której właścicielem był Icek Cukierfajn

Ulica Rybna
- Dom modlitwy Hazomir założony w 1907 roku, przy ulicy Rybnej 8, którego właścicielem było Towarzystwo Społeczno-Kulturalne "Hazomir"
- Dom modlitwy Mizrachi założony w 1907 roku, przy ulicy Rybnej 10, którego właścicielem był Boruch Kolberg. Bożnica miała służyć członkom ortodoksyjnej partii Mizrachi.

### S
Ulica Staszica
- Dom modlitwy Nuty Włostowicera założony w latach 90. XIX wieku, którego właścicielem był Nuta Włostowicer. Mieścił się przy ulicy, która obecnie nosi nazwę Staszica, pod numerem 6. Była to jedna z większych bożnic w okolicy, mogła pomieścić nawet 300 osób jednocześnie

Ulica Szeroka
- Dom modlitwy Abrahama Heilperna znajdujący się przy ulicy Szerokiej 44, założony w drugiej połowie XVIII wieku z inicjatywy Abrahama Heilperna, wieloletniego marszałka Sejmu Czterech Ziem. Wewnątrz znajdowała się obszerna główna sala modlitewna oraz dwa małe babińce;
- Dom modlitwy przy ulicy Szerokiej 28 w Lublinie
- Klojz chasydów z Bełżyc, przy ulicy Szerokiej 37, którego właścicielem był Jakub Zajdenwerg[2]
- Dom modlitwy chasydów z Parysowa znajdujący się przy ulicy Szerokiej 41, założony w 1874 roku z inicjatywy Luzora Nisenbauma, chasyda z Parysowa, zwolennika cadyków z rodu Rabinowiczów;
- Synagoga Cwi Hirsza Doktorowicza w Lublinie
- Dom modlitwy Handlowców (jid. Meszorsim-szul) znajdujący się pierwszym piętrze w kamienicy przy ulicy Szerokiej 4. Dom modlitwy powstał w drugiej połowie XIX wieku z inicjatywy Noecha Elfenbejna, członka cechu urzędników handlowych. Obok mieścił się babiniec połączony z główną salą modlitewną wielkim otworem w ścianie.

- Dom modlitwy znajdujący się przy ulicy Szerokiej 18/20, zbudowany przed 1915 rokiem z inicjatywy Icka Wartskiego;
- Synagoga Jakuba Icchoka Horowitza w Lublinie
- Dom modlitwy znajdujący się przy nieistniejącej obecnie ulicy Szerokiej 40, zbudowany w połowie XIX wieku, z inicjatywy i funduszy Jehudy Lejba Eigera, zwanego Płaczącym Cadykiem. Była ona główna synagogą, przy której urzędowali lubelscy cadycy;
- Dom modlitwy znajdujący się przy ulicy Szerokiej 34, założony w pierwszej połowie XIX wieku z inicjatywy Szlomy Kupersztajna, członka cechu malarskiego;
- Dom modlitwy znajdujący się przy ulicy Szerokiej 16, założony przed 1915 rokiem z inicjatywy Majera Bronsztajna, członka stowarzyszenia Pas Leorchim;
- Dom modlitwy znajdujący się przy ulicy Szerokiej 28, założony przed 1915 rokiem z inicjatywy Pinchasa Szechtera;
- Dom modlitwy znajdujący się przy ulicy Szerokiej 40, założony w pierwszej połowie XIX wieku z inicjatywy Jakuba Rozenberga, członka cechu stolarskiego;

### T
Plac Targowy
- Bożnica Kohen założona w 1908 roku, przy Placu Targowym 6, której właścicielem był Moszek Zynger

Ulica Towarowa
- Dom modlitwy na Kalinowszczyźnie znajdujący się przy ulicy Towarowej, zbudowany w drugiej połowie XVII wieku. W jej piwnicach przez wiele lat składowano zniszczone hebrajskie księgi, które znajdowały się tam jeszcze podczas okupacji.

### W
Ulica Walecznych
- Synagoga na nowym cmentarzu żydowskim w Lublinie

Wieniawa
- Synagoga w Wieniawie

### Z
Ulica Zamkowa
- Dom modlitwy chasydów z Góry Kalwarii znajdujący się przy ulicy Zamkowej 5; jedna z dwóch gerskich domów modlitwy mieście, założony w połowie XIX wieku, z inicjatywy Suchora Szternfelda, członka grupy chasydzkiej z Góry Kalwarii.
- Dom modlitwy chasydów z Sokołowa znajdujący się przy ulicy Zamkowej 6, założony w 1917, z inicjatywy Jakuba Oksenberga, członka grupy chasydzkiej z Sokołowa;
- Dom modlitwy Jakuba Fiszmana znajdujący się przy ulicy Zamkowej 7, założony pod koniec XIX lub na początku XX wieku, z inicjatywy Jakuba Fiszmana;
- Dom modlitwy Nachuma Morgenszterna znajdujący się przy ulicy Zamkowej, jedną z pierwszych prywatnych domów modlitwy w mieście. Założony w 1817, z inicjatywy Nachuma Morgenszterna, jednego z najbogatszych lubelskich Żydów tego okresu. W 1922 roku została zlikwidowana.
- Cechowy dom modlitwy Roznosicieli wody znajdujący się przy ulicy Zamkowej 4, założony przed 1914 rokiem, z inicjatywy Motela Sztarkmana, członka cechu roznosicieli wody.